# Данаган, Донни
Дональд «Донни» Роан Данаган (англ. Donald "Donnie" Roan Dunagan; род. 16 августа 1934, Сан-Антонио) — американский бывший ребёнок-актёр и майор морской пехоты США в отставке. Наиболее известен ролью маленького сына барона Франкенштейна в фильме ужасов «Сын Франкенштейна» (1939) и озвучкой юного Бэмби в диснеевском мультфильме «Бэмби» (1942).
По состоянию на 2023 год он и Питер Бен (голос юного Топотун) — единственные двое выживших актёров из съёмочной группы «Бэмби».

## Биография
Данаган родился в Сан-Антонио (штат Техас, США) времён Великой депрессии. Вскоре его семья переехала в Мемфис (штат Теннесси), где продолжала бороться с бедностью. В возрасте трёх с половиной лет Донни, станцевав чечётку, выиграл приз конкурса талантов в мемфисском театре «Орфей» в размере 100 долларов и был замечен студийным искателем талантов, после чего его семья переехала в Голливуд, где Данаган за пять лет снялся в семи фильмах, став основным кормильцем семьи.
Дебютировал в кино в 1938 году, сыграв сына главной героини в кинодраме «Цыплята матушки Кэри». В 1939 году Данаган исполнил роль сына барона Вульфа фон Франкенштейна в фильме ужасов «Сын Франкенштейна». После того, как Донни в 1942 году озвучил юного Бэмби в одноимённом мультфильме Уолта Диснея, он ушёл из кинематографа.
Родители Донни развелись, через некоторое время его мать умерла и к 13 годам Данаган жил в пансионе и работал токарем. В 1952 году, в возрасте 18 лет, он записался в морскую пехоту. Участвовал в Корейской войне, стал самым молодым инструктором морской пехоты по строевой подготовке, трижды служил во Вьетнаме, где был несколько раз ранен, прежде чем окончательно уйти в отставку в звании майора в 1977 году. За 25 лет службы Данаган был неоднократно награждён, в том числе, такими почётными наградами как «Бронзовая звезда» и «Пурпурное сердце» (трижды).
Данаган держал свою актёрскую карьеру в секрете во время службы в морской пехоте, но в 2004 году его нашёл и историк фильмов ужасов Том Уивер, которому бывший актёр дал исчерпывающее интервью, опубликованное в специальном «выпуске Донни Данагана» журнала Video Watchdog. Выйдя на пенсию Данаган со своей женой Даной (поженились 4 сентября 1992 года) поселился в Сан-Анджело (штат Техас). В возрасте 80 лет он работал волонтёром в больницах для ветеранов и Армии спасения, являясь самым старым членом местной группы реагирования на стихийные бедствия.
Данаган противник охоты ради развлечения.

## Фильмография
- 1938 — «Цыплята матушки Кэри[англ.]» — Питер Кэри
- 1939 — «Сын Франкенштейна» — Питер фон Франкенштейн
- 1939 — «Забытая женщина[англ.]» — Терри Кеннеди-младший
- 1939 — «Башня смерти[англ.]» — Ричард Шрусбери
- 1940 — «Ночное дежурство[англ.]» — Томми (в титрах не указан)
- 1941 — «Знакомство с болваном[англ.]» — маленький мальчик (в титрах не указан)
- 1942 — «Бэмби» — юный Бэмби (озвучка, позирование)[9]

## Награды
- Медаль «Бронзовая звезда»
- Медаль «Пурпурное сердце» (трижды)
- Navy and Marine Corps Commendation Medal w/ Combat V
- Army Commendation Medal
- Navy and Marine Corps Achievement Medal[англ.] w/ 2 award stars
- Боевая ленточка
- Navy Presidential Unit Citation w/ 1 звезда за службу
- Navy Meritorious Unit Commendation
- Marine Corps Good Conduct Medal w/ 3 звезды за службу
- Медаль «За службу национальной обороне» w/ 1 звезда за службу
- Медаль экспедиционных вооружённых сил (США)
- Медаль «За службу во Вьетнаме» w/ 4 звезды за службу
- Vietnam Gallantry Cross unit citation
- Медаль «За кампанию во Вьетнаме» (Южный Вьетнам)
- Значки за стрельбу из винтовки (Rifle Expert Badge) и пистолета (Pistol Expert Badge)